# Khalīl Sarā
Khalīl Sarā (persiska: خلیل سرا) är en bondby i Iran.   Den ligger i provinsen Gilan, i den nordvästra delen av landet, 260 km nordväst om huvudstaden Teheran. Khalīl Sarā ligger 77 meter över havet och antalet invånare är 367.
Terrängen runt Khalīl Sarā är platt åt nordost, men åt sydväst är den kuperad. Runt Khalīl Sarā är det ganska tätbefolkat, med 111 invånare per kvadratkilometer. Närmaste större samhälle är Fūman, 5,2 km öster om Khalīl Sarā. Trakten runt Khalīl Sarā består till största delen av jordbruksmark.